# Maximiano Lemos
Maximiano Augusto de Oliveira Lemos Júnior (Régua, 8 de agosto de 1860 — Vila Nova de Gaia, 6 de outubro de 1923) foi um professor universitário e médico, docente da cadeira de História da Medicina, que exerceu o cargo de director da Faculdade de Medicina e de vice-reitor da Universidade do Porto. Notabilizou-se como investigador da História da Medicina em Portugal.

## Biografia
Maximiano Augusto de Oliveira Lemos Júnior nasceu na paróquia de São Faustino de Peso da Régua. A 12 de outubro de 1875 matriculou-se na Academia Politécnica do Porto, onde frequentou as cadeiras de de Química, Física, Zoologia e Botânica, que ao tempo constituíam os estudos preparatórios para as escolas médicas. Aprovado nos exames daquelas cadeiras, a  30 de setembro de 1876, com 16 anos de idade, inscreveu-se no primeiro ano da Escola Médico-Cirúrgica do Porto. Naquela escola médica concluiu o curso de Medicina e Cirurgia com a defesa da respetiva dissertação em 16 de julho de 1881.
Iniciou a sua carreira médica no Posto Médico-Cirúrgico do Porto e no ano seguinte, depois de ponderar uma carreira académica na Academia Politécnica do Porto, iniciou uma carreira de médico militar no Exército Português, ingressando como cirurgião-ajudante em Estremoz em 1883, com posteriores passagens pelo Porto e Pinhel e ascendendo às categorias de cirurgião-mor e de tenente-coronel. Paralelamente, em 1889 iniciou uma carreira académica ao ocupar uma vaga de lente substituto da Secção Médica da Escola Médico-Cirúrgica do Porto, ascendendo em 1895 ao cargo de lente proprietário da cadeira de Medicina Legal. Entre 1895 e 1900 regeu a cadeira de Patologia Geral, cadeira onde era leccionada a matéria referente à História da Medicina. Em 1916, foi-lhe atribuída a regência da cadeira de História da Medicina, acabada de criar, que assegurou até à data do seu falecimento.
Homem dado às Letras, leitor atento dos escritores portugueses, relacionou-os com a Medicina, o que o levou por fim à História da Medicina, área em que se notabilizou. Ao longo da sua carreira académica, foi director da Faculdade de Medicina da Universidade do Porto (1918-1922) e vice-reitor da Universidade do Porto (1921). Foi redactor dos Arquivos de História da Medicina Portuguesa, da Gazeta dos Hospitais do Porto e da Gazeta Médica do Porto. 
Foi sócio efectivo da Sociedade de Medicina Cirúrgica do Porto, a que presidiu, sócio correspondente da Academia das Ciências de Lisboa, da Academia de Medicina da Bahia, da Sociedade Alemã de História da Medicina (hoje a Deutsche Gesellschaft für Geschichte der Medizin, Naturwissenschaft und Technik e.V.) e da Academia das Ciências da Saxónia em Leipzig (a Sächsische Akademie der Wissenschaften zu Leipzig). Foi ainda sócio da Sociedade das Ciências Médicas de Lisboa e da Sociedade Portuguesa de Ciências Naturais.
A Universidade do Porto lembra o Professor Maximiano Lemos com o Museu de História da Medicina Maximiano Lemos, sede do ensino da disciplina de História da Medicina, centro de investigação médico-histórica e importante arquivo de património médico português.

## Obras
Maximiano Lemos notabilizou-se como investigador da História da Medicina em Portugal, sendo autor, entre muias outras obras, das seguintes publicações:
- Anuário dos Progressos da Medicina em Portugal (1884)
- História da Medicina em Portugal – Doutrinas e Instituições (1899)
- Amato Lusitano – a sua vida e a sua obra (1907)
- Zacuto Lusitano – a sua vida e a sua obra (1909)
- Ribeiro Sanches – a sua vida e a sua obra (1911)
- Camilo e os Médicos (1915-1921)
- História da Medicina Peninsular (1916)
- Gomes Coelho e os Médicos (1922)
- História do Ensino Médico no Porto (1925)